# 高畑裕太
高畑 裕太（たかはた ゆうた、1993年〈平成5年〉9月13日 - ）は、日本の俳優、ダンサー、タレント。東京都出身。桐朋学園芸術短期大学卒業。劇団「ハイワイヤ」主宰。
女優・高畑淳子と俳優・大谷亮介の長男で、姉（異父姉）は女優の高畑こと美。祖父はサッカー選手の大谷四郎。大伯父は東洋紡元社長の大谷一二。身長181cm。かなり遠い親戚には女優の北川景子、歌手のDAIGO、元首相の竹下登がいる。

## 経歴

### 生い立ち - 芸能界へ
暁星国際高等学校では野球部に所属していた。ポジションはキャッチャーだった。
高校3年生で進路を決めないといけないタイミングで鑑賞した、母・淳子が出演していた舞台『欲望という名の電車』に感激し、役者を志す。2012年、土曜ドラマ『あっこと僕らが生きた夏』にて俳優デビュー。同年4月より母親の出身校である桐朋学園芸術短期大学に進学し、演劇を学んだ。「金スマ」SPにて実際に便利屋をしている俳優、今村均の下で便利屋修業をする「裕太がいた夏」にて初主演を果たす。
2015年、連続テレビ小説『まれ』出演により、知名度を上げる。「天然キャラ」と評されてバラエティ番組に出演する機会も増え、母の淳子との共演もあった。

### 不祥事
2016年8月23日、映画「青の帰り道」の撮影のために滞在していた前橋市内にあるビジネスホテルの女性従業員に性的暴行を加えたとして、強姦致傷容疑で群馬県警察に逮捕された。8月26日には母親の淳子が謝罪会見を行った。
2016年9月9日までに、高畑と被害者側の間で示談が成立。同日に前橋地方検察庁は、高畑を不起訴処分とした（不起訴理由は非公開）。しかし、担当弁護士の渥美陽子、小佐々奨が「悪質な事件ではなかった」などとする書面を発表したことでイメージがさらに悪化し、芸能界復帰は絶望的となった。不起訴成立と同日の9月9日に所属事務所であった石井光三オフィスが高畑とのマネジメント契約の解除を発表。母親の淳子は謝罪会見の際、今後の裕太の芸能活動再開の可能性について「あってはならないことだと思っています」と否定する回答をしている。
不祥事に際して淳子の普段からの過保護さを指摘する声もあり、淳子本人も過去のインタビューで「（裕太は）『明らかに発達障害だ』と言われたこともあった」と明かしていた。

### 活動休止から再開まで
2017年9月には女性セブンで遺品整理のアルバイトをして社会復帰をしている様子が報道された。2018年1月にはアルバイトを続けている様子を見せ、同時点で事件については「ご迷惑をおかけしました。あれは自業自得じゃないですか」と口にしている。その後は上司の勧めで、介護施設でヘルパーとして約3年間勤務した。
2018年6月には週刊女性PRIMEの「舞台に出演して芸能界に復帰するそうですが?」という質問に対し「そんなことは全然ないですよ。復帰なんてできませんよ」と返答していたが、翌2019年8月16日が初日の小劇場の舞台「さよなら西湖クン」（東京・下北沢「小劇場B1」）に出演し、3年ぶりに芸能活動を再開。同舞台は元所属事務所の和田憲明が演出を務め、和田のワークショップに参加する形で同舞台のオーディションを受け、演技力を評価されたという。舞台初演には母親の淳子も観劇しに来ていた。この舞台出演以降1年間はまた芸能活動が見られない状態だったが、2020年8月23日には公式サイトを開設し、TwitterとInstagramといったSNSアカウントも再開させた。
2018年頃より戯曲『ジャム』の執筆に着手し、2021年8月、企画・作・演出を高畑自身が手掛けて小劇場B1にて上演した。また、演者としても出演している。公演にあたり、高畑が主宰となる劇団「ハイワイヤ」が結成され、本公演が第一回公演となる。

## 出演

### テレビドラマ
- 土曜ドラマスペシャル あっこと僕らが生きた夏（2012年、NHK総合） - 佐々木治 役[9]
- 月曜ゴールデン 税務調査官・窓際太郎の事件簿26（2014年、TBS） - 柿本一志 役
- 保育探偵25時 〜花咲慎一郎は眠れない!!〜 第3話（2015年、テレビ東京）
- 永遠の0（2015年2月、テレビ東京） - 大久保整備兵 役[30][31]
- 連続テレビ小説 まれ（2015年3月 - 9月、NHK総合） - 角洋一郎 役[32][33]
- あの日見た花の名前を僕達はまだ知らない。（2015年9月21日、フジテレビ） - 久川鉄道（ぽっぽ） 役[34]
- スペシャルドラマ「ダマシバナシ」（2015年12月20日、日本テレビ）
- 大奥「第一部〜最凶の女〜」（2016年1月22日、フジテレビ）
- 武道館（2016年2月 - 2016年3月、フジテレビ・BSスカパー!） - 前田春樹 役[35]
- となりの新選組（2016年4月 - 8月、フジテレビ） - 土方歳三 役
- 立花登青春手控え（2016年5月 - 8月、NHK BSP） - 新谷弥助 役
- 仰げば尊し（2016年7月 - 8月、TBS） - 陣内剛史 役
- 侠飯〜おとこめし〜 第1話 - 第5話（2016年7月 - 2016年8月、テレビ東京） - 米倉信也 役[36]
  - 既に全話分収録済みだったが[37]、逮捕を受けて第6話以降の出演が見合わせとなり、一部を撮り直して放送を行うことが発表された[38]。またその後の再放送や番販およびソフト化も、高畑の出演シーンを全面的に割愛・修正した上で放送・販売されることとなった[39]。

不祥事によりお蔵入り、降板等となったテレビドラマ
- 盲目のヨシノリ先生〜光を失って心が見えた〜（2016年8月、日本テレビ） - 榊京太 役
  - 当初、榊京太役としてキャスティング、撮影されていたが、逮捕を受けて降板。出演シーンはNEWSのメンバーである小山慶一郎で撮り直された。

- 真田丸（2016年9月、NHK総合） - 真田信政 役
  - 2016年9月以降に、母の高畑淳子との共演が決定し、既に一部は撮影が行われていたが、代役の大山真志で撮り直されることになった。

### 映画
- おかあさんの木（2015年）- 梶谷啓二 役
- ある役者達の風景（2022年）- 裕太役

不祥事により降板となった映画
- L-エル- （2016年11月25日公開）- パン屋の主人 役
  - Acid Black Cherryのアルバム『L-エル-』を原作とした映画。代役は成田凌が務める。

- いつまた、君と 何日君再来（2017年6月24日公開）
  - 代役を立てたかどうかについては不明。

- 青の帰り道（2018年12月7日公開）
  - 高畑が逮捕された8月時点で撮影中だったが、事件のため撮影は中止、公開時期は未定となっていた。2017年8月より、戸塚純貴を代役に立てて再撮影することとなった。

### 舞台
- 女 40歳 肉屋のムスメ（2014年）
- さよなら西湖クン（2019年）- 根岸役
- ジャム（2021年）- 森田誠役・演出・脚本
- S.ストーリーズ（2022年）- 市橋/オオカミ女/オオズネ/山本役[51]
- 焔～おとなのおんなはどこへいく～（2022年）- 千葉役
- とりあって（2022年）- 兼持望役（音声のみ）
- どこよりも、あと少し。（2022年）- 兼持望役
- 千一夜（2022年）- 海役
- 奇事故（KIJIKO）（2023年）- 正信役
- ブロッケン（2023年）- 中野修司役
- トラ（2023年）- 演出・脚本
- ゾンビいまさら（2024年）[52]
- 静かにしないで（2024年）[53]
- ろりえの復讐（2024年4月18日 - 24日、新宿シアタートップス）[54]
- バック・トゥ・ザ・うんちゃん〜ドライバーの消える日〜（啓和運輸グループ[55]60周年記念公演、演劇集団ろりえ、2024年10月2日 - 6日、ザ・ポケット） - ターミネーター 役[56][57]
- 生ガキと笛（2024年）[58]
- 僕をみつけて（2025年） - 高杉 役[59]
- さえなければ（2025年）[60]

不祥事により降板となった舞台
- さようならば、いざ（2016年11月上演）
  - 8月24日に劇団ONEOR8の公式Twitterで降板が発表された。

- シアターコクーン・オンレパートリー2017 世界（2017年1月上演）
  - 公演会場のBunkamuraの公式サイトで降板が発表されている。代役は和田正人が務める。

### その他のテレビ番組
- ペケポンプラス（2015年4月 - 2016年1月、フジテレビ）[13]
- ぐるぐるナインティナイン（2016年1月2日 - 2016年8月、日本テレビ）-「金星相撲部」コーナーレギュラー
- ご対面バラエティー 7時にあいましょう（2016年4月25日 - 2016年8月15日、TBS） - レギュラー[63]

2016年8月29日放送分まで収録済みだったが、放送時には出演シーンがカットされ、事実上の降板となった。
不祥事により未放送、降板となった番組
- 1周回って知らない話（2016年9月、日本テレビ）
  - レギュラー出演者として囲み取材会などに出席していたが、事実上降板となった。

- 24時間テレビ 「愛は地球を救う」39（2016年8月、日本テレビ）
  - 番組パーソナリティーとして出演予定だったが、逮捕を受けて、日本テレビは同番組の降板を含め、同局系の番組出演を当面見送ることを発表した。

### ナレーション
- DHCシアター「この島で、散ることにした。〜天皇の島 ペリリューとアンガウル〜」（2015年、スカパー!）

### ミュージック・ビデオ
- タイプライター&YMG「Let me Know feat.AK-69 & KOHH」（2015年）
- すばらしか「最後のロックンロール」（2020年）　※ジャケットも担当

### CM
- エイブル 「新生活応援」編（2016年）[67]

### その他コンテンツ
- SHOICHIRO KATO映像作品「獏」（2020年）